# Peter P. Mahoney
Peter Paul Mahoney (* 25. Juni 1848 in New York City; † 27. März 1889 in Washington, D.C.) war ein US-amerikanischer Politiker. Zwischen 1885 und 1889 vertrat er den Bundesstaat New York im US-Repräsentantenhaus.

## Werdegang
Nachdem Mahoney die Gemeinschaftsschulen in New York City besucht hatte, ging er mehrere Jahre lang Konfektionsgeschäften nach. Er zog in die damals noch eigenständige Stadt Brooklyn, wo er im Handel mit Spirituosen tätig war. Politisch gehörte er der Demokratischen Partei an. Bei den Kongresswahlen des Jahres 1884 wurde Mahoney im vierten Wahlbezirk von New York in das US-Repräsentantenhaus in Washington, D.C. gewählt, wo er am 4. März 1885 die Nachfolge von Felix Campbell antrat. Da er auf eine erneute Kandidatur im Jahr 1888 verzichtete, schied er nach dem 3. März 1889 aus dem Kongress aus. Mahoney erkrankte während der Inaugurationszeremonie von Präsidenten Benjamin Harrison am 4. März 1889 schwer und starb knapp drei Wochen später. Sein Leichnam wurde auf dem Calvary Cemetery in Long Island City (Queens) beigesetzt.